# Aulacodes grimbaldalis
Aulacodes grimbaldalis là một loài bướm đêm trong họ Crambidae.